# Bildstock (Bad Kissingen, Lenbachstraße)

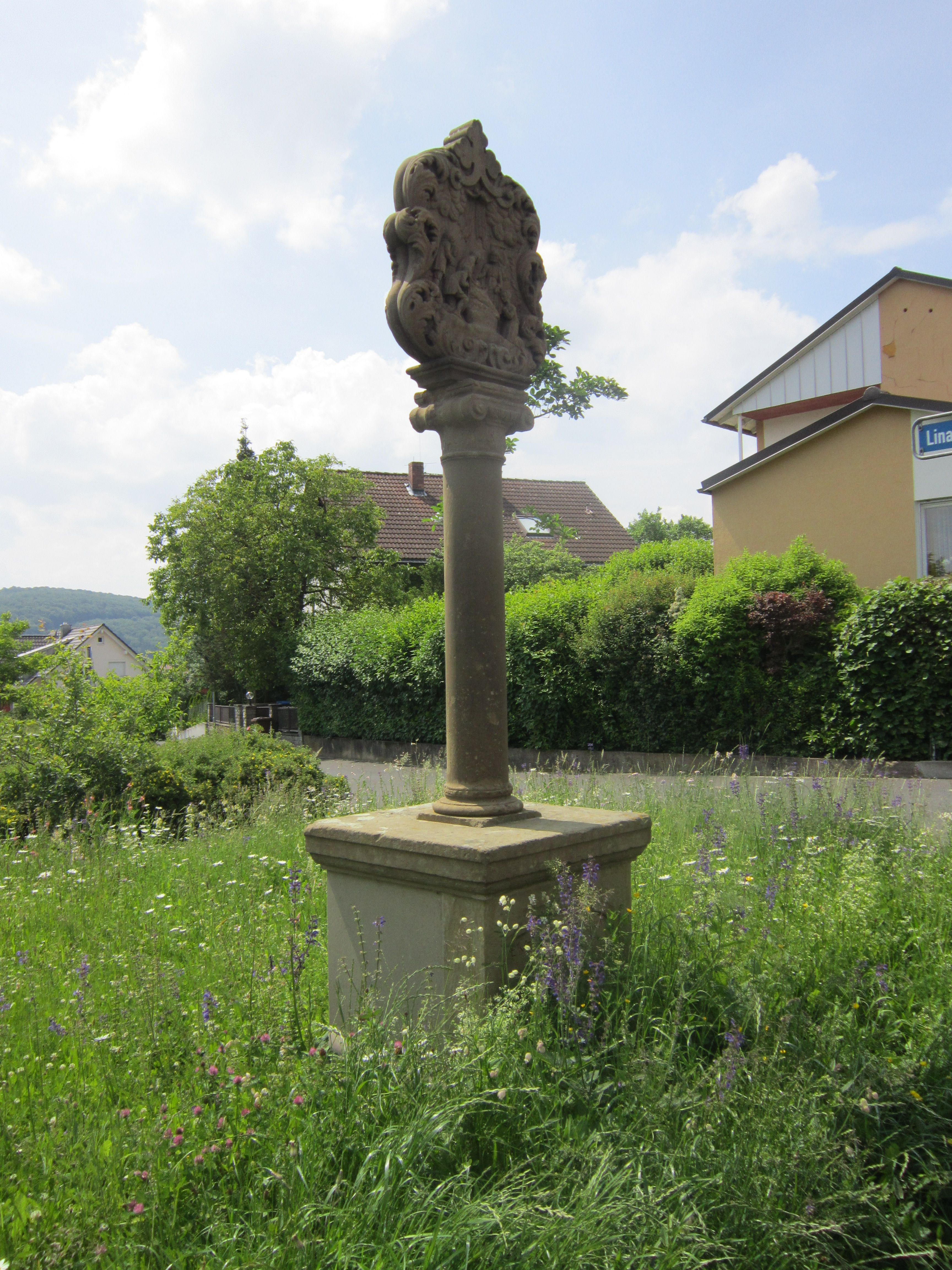
Bildstock, Bad Kissingen, Lenbachstraße

Der Bildstock Lenbachstraße ist ein Flurdenkmal in Bad Kissingen, der Großen Kreisstadt des unterfränkischen Landkreises Bad Kissingen. Er gehört zu den Bad Kissinger Baudenkmälern und ist unter der Nummer D-6-72-114-107 in der Bayerischen Denkmalliste registriert.

## Geschichte
Der Bildstock besteht aus Sandstein und entstand laut Datierung am Sockel im Jahr 1639, wobei die übrigen Teile des Bildstocks die stilistischen Merkmale der Zeit um 1720 zeigen. Diese Merkmale befinden sich auch auf anderen um 1720 entstandenen Malen im Kissinger Raum wie zum Beispiel das Profil eines Hahnes. Andere Möglichkeiten könnten sein, dass der Bildstock anderen Malen als Vorbild diente, die Datierung durch Renovierung entstellt wurde oder dass die übrigen Teile auf den Sockel aufgesetzt wurden.
Der quadratische Tischsockel ist 74 cm hoch und in ein Betonfundament eingelassen. Im vertieften Schriftfeld des Sockels steht folgende Inschrift:

„ET VERBUM CARO FACTUM EST

1639

Renov. 1917“

Die Rundsäule ist 150 cm hoch, hat einen Durchmesser von 20 cm und endet mit einem ionisierenden Kapitell. Die Aufsatztafel ist 90 cm hoch und befindet sich auf einem profilierten Zwischenstück. Sie wird von Akanthusblattwerk umrahmt, das eine Darstellung des Weihnachtsgeschehens umrahmt und in einem Kleeblattkreuz endet. Das Weihnachtsgeschehen zeigt Maria, Josef und vier weitere Personen um das Jesuskind in der Krippe.
Der Bildstock stand früher einmal an der Wegegabel Schurzstraße, von-Henneberg-Straße und Peter-Heil-Straße.